# Vatan (Indre)
 Vatan  es una población y comuna francesa, en la región de  Centro, departamento de Indre, en el distrito de Issoudun. Es el chef-lieu y mayor población del cantón de Vatan.

## Demografía
| 2 103                     | 2 359 | 2 341 | 2 457 | 2 978 | 2 912 | 3 238 | 3 212 | 3 127 | 3 047 | 3 078 | 2 980 | 2 860 | 2 893 | 2 832 | 2 684 | 2 459 | 2 427 | 2 475 | 2 464 | 2 283 | 2 183 | 2 098 | 2 080 | 2 166 | 2 082 | 2 147 | 2 194 | 2 270 | 2 046 | 2 022 | 1 972 | 2 029 |
| (Fuente: INSEE y Cassini) |       |       |       |       |       |       |       |       |       |       |       |       |       |       |       |       |       |       |       |       |       |       |       |       |       |       |       |       |       |       |       |       |

## Galería

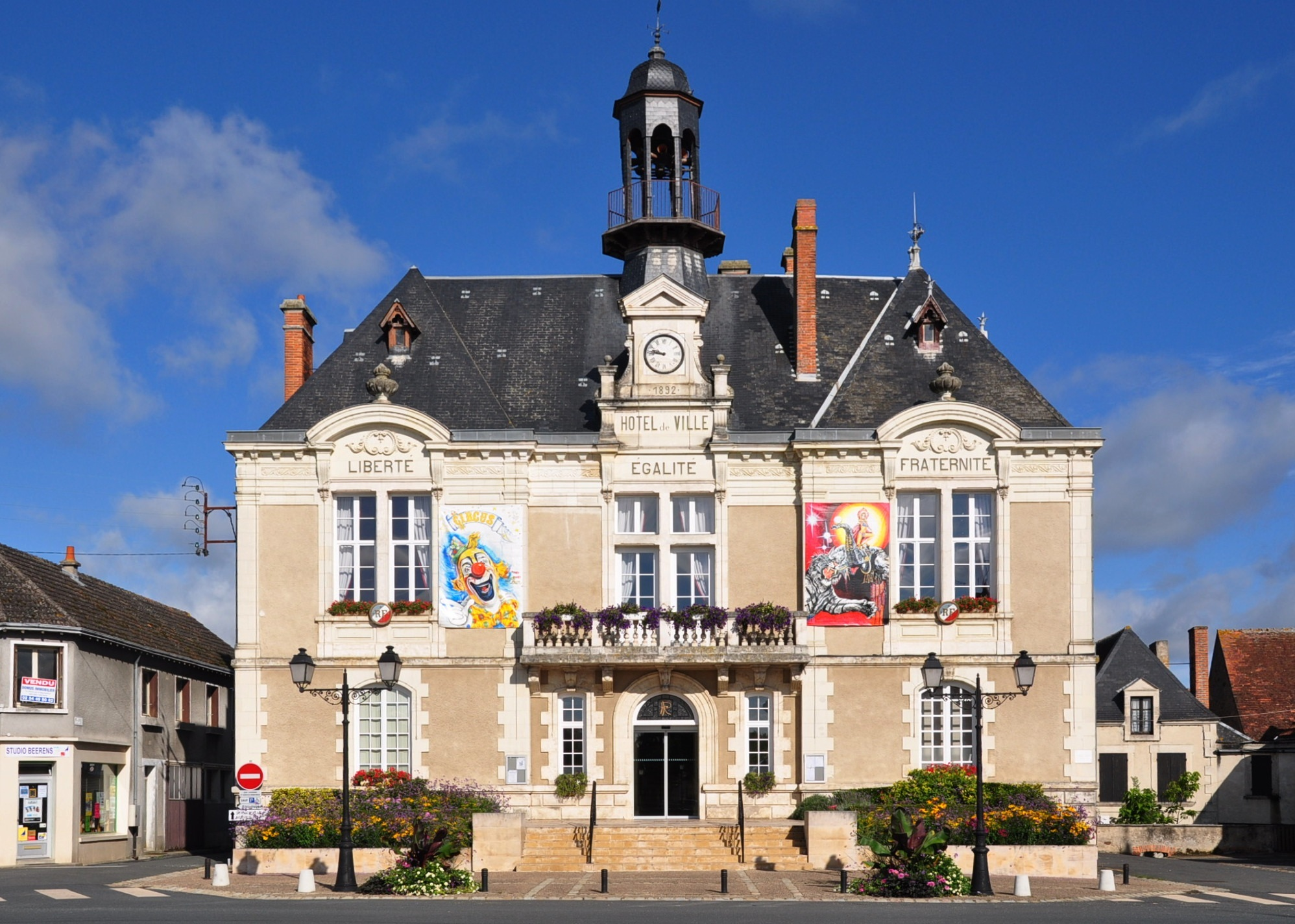
Ayuntamiento
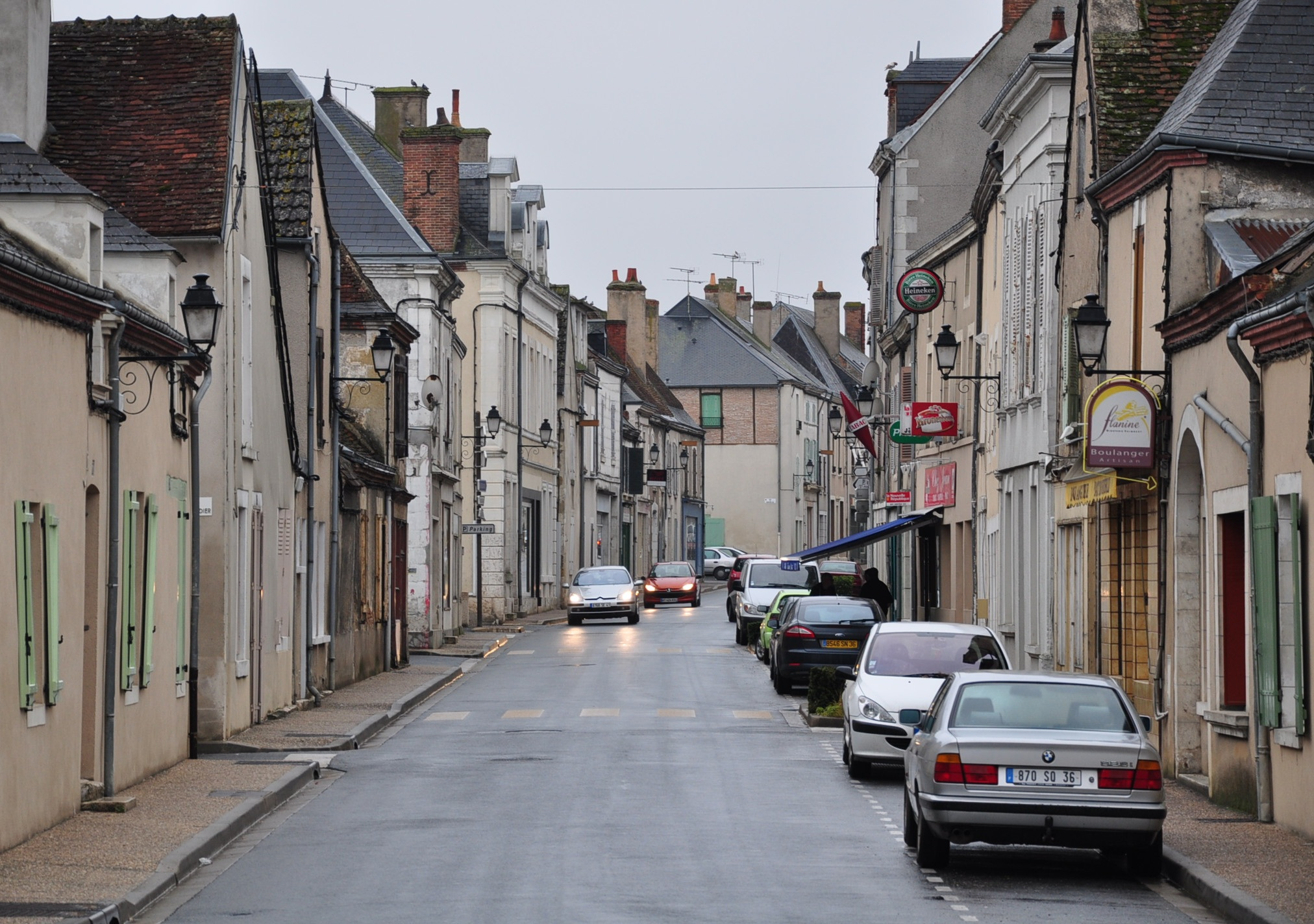
Calle principal
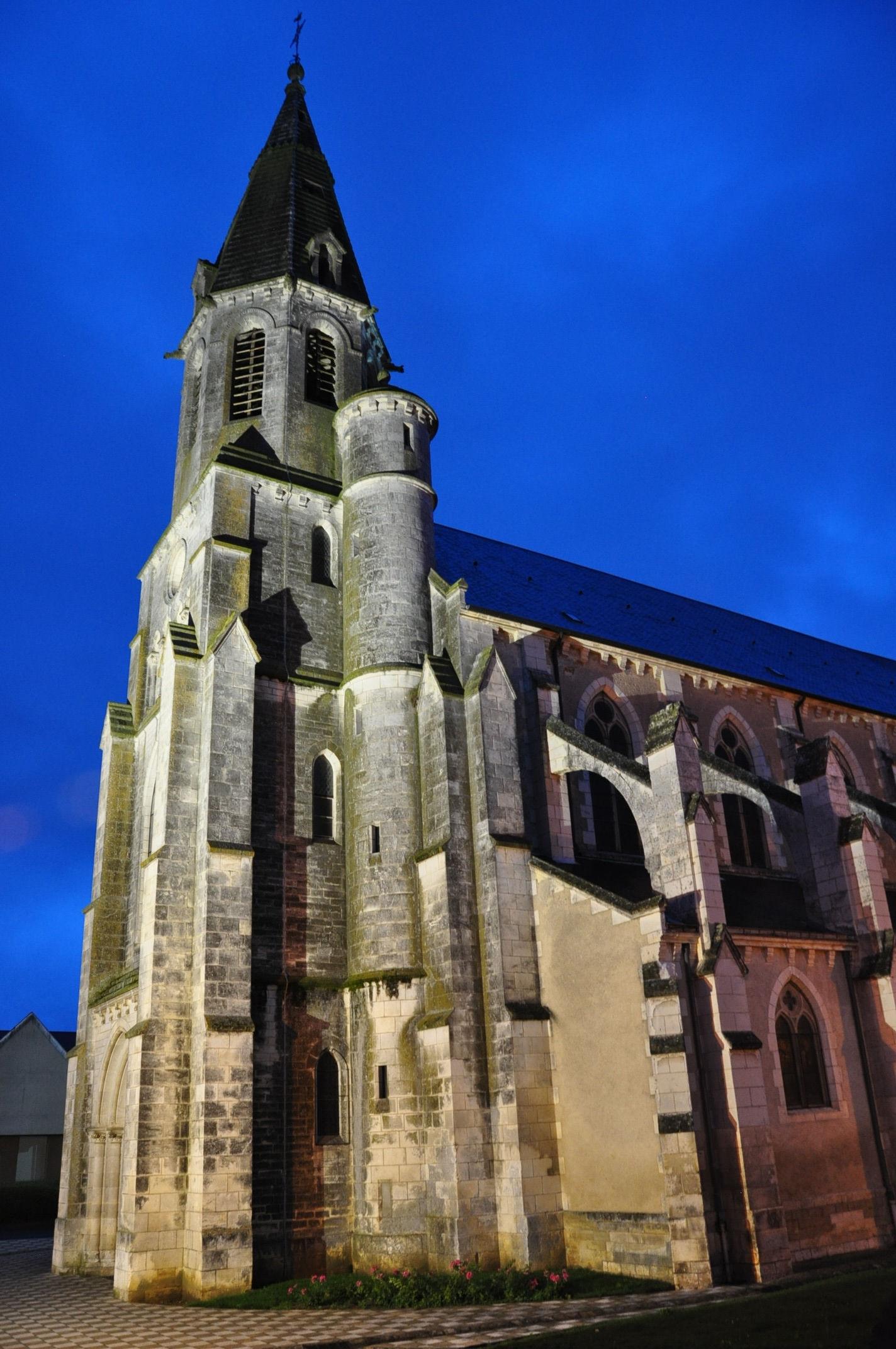
Iglesia Saint-Laurien
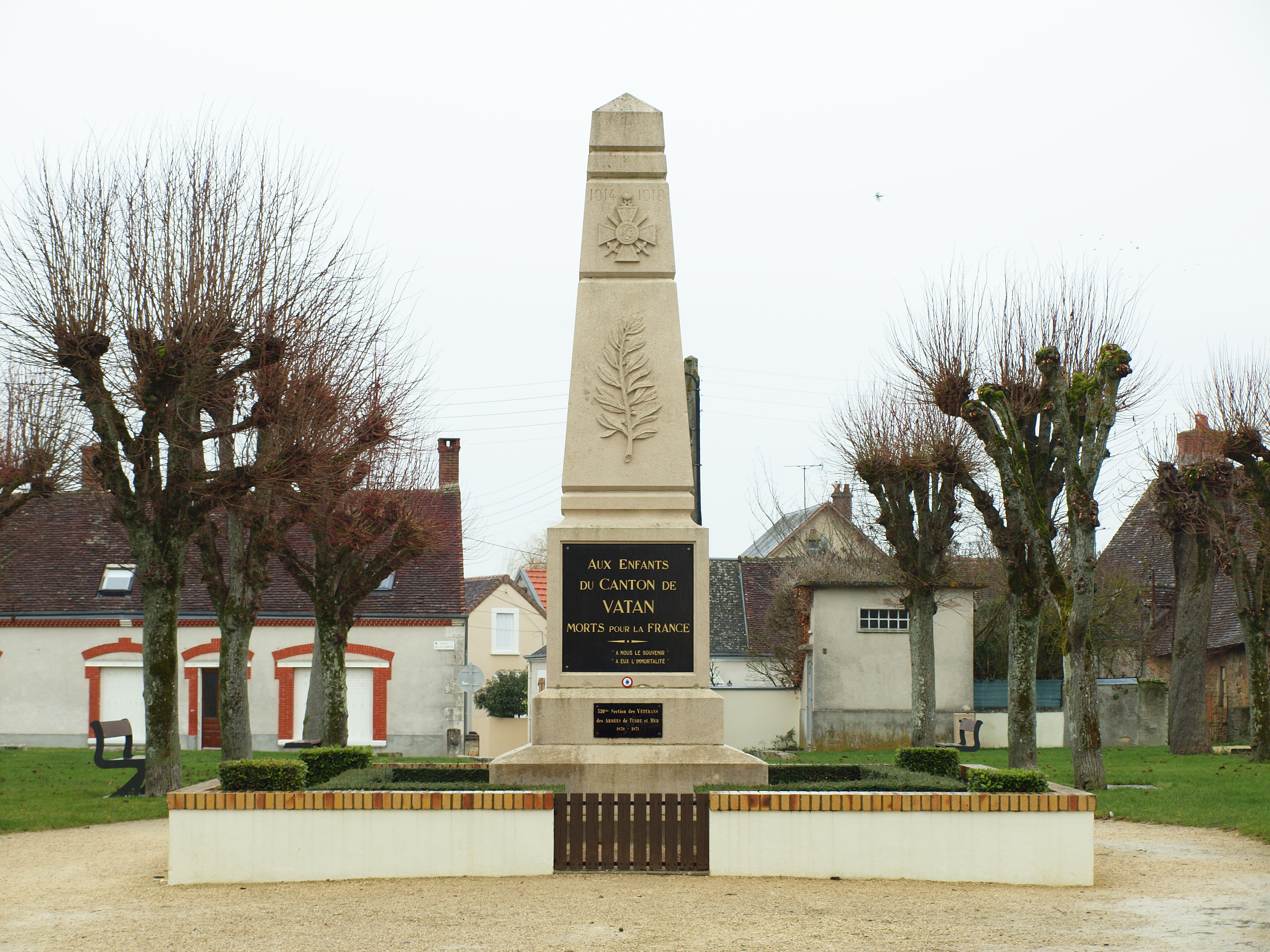
Monumento a los caídos
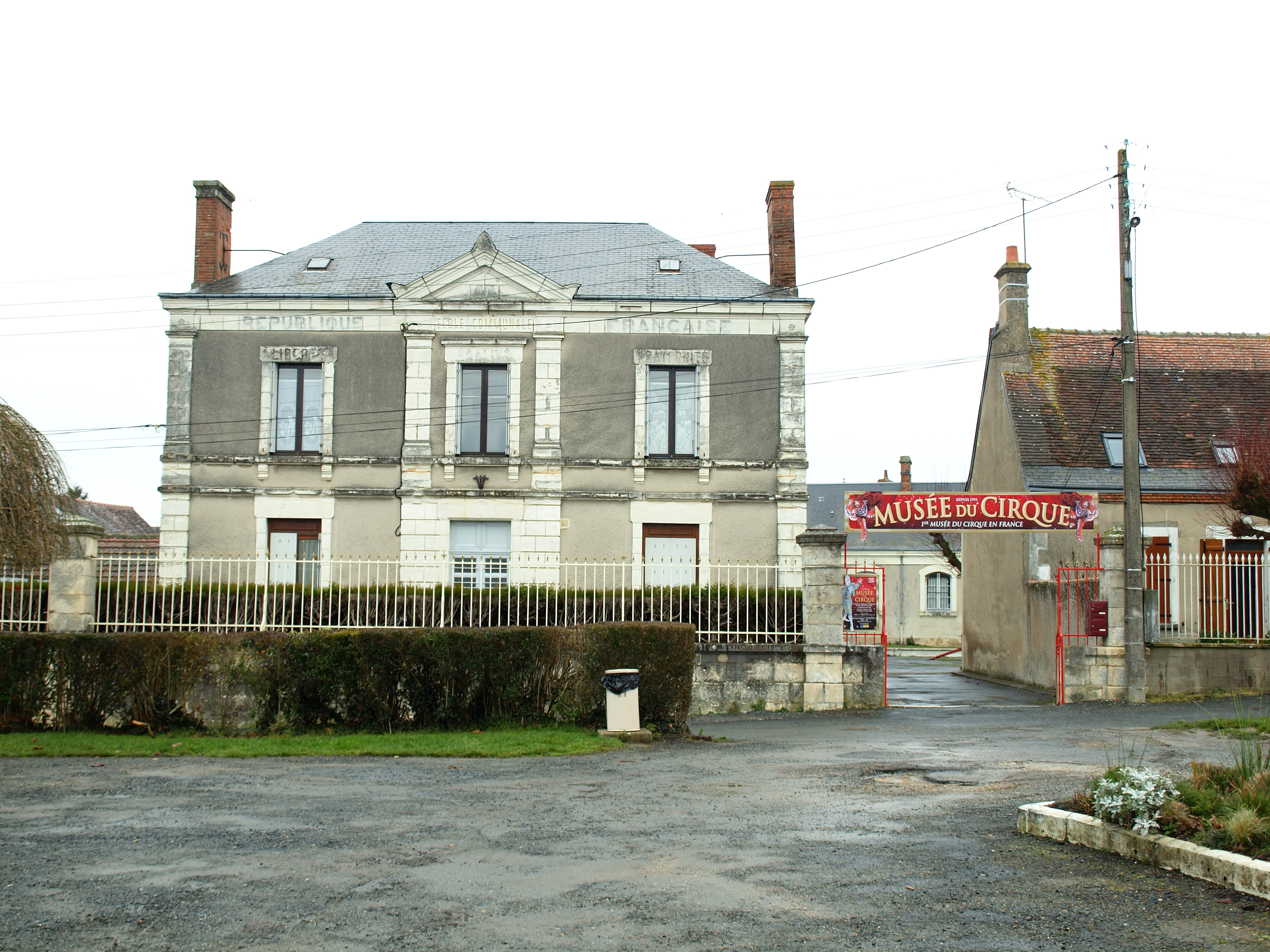
Museo del Circo

- Datos: Q472888
- Multimedia: Vatan / Q472888